# Brickebergskyrkan

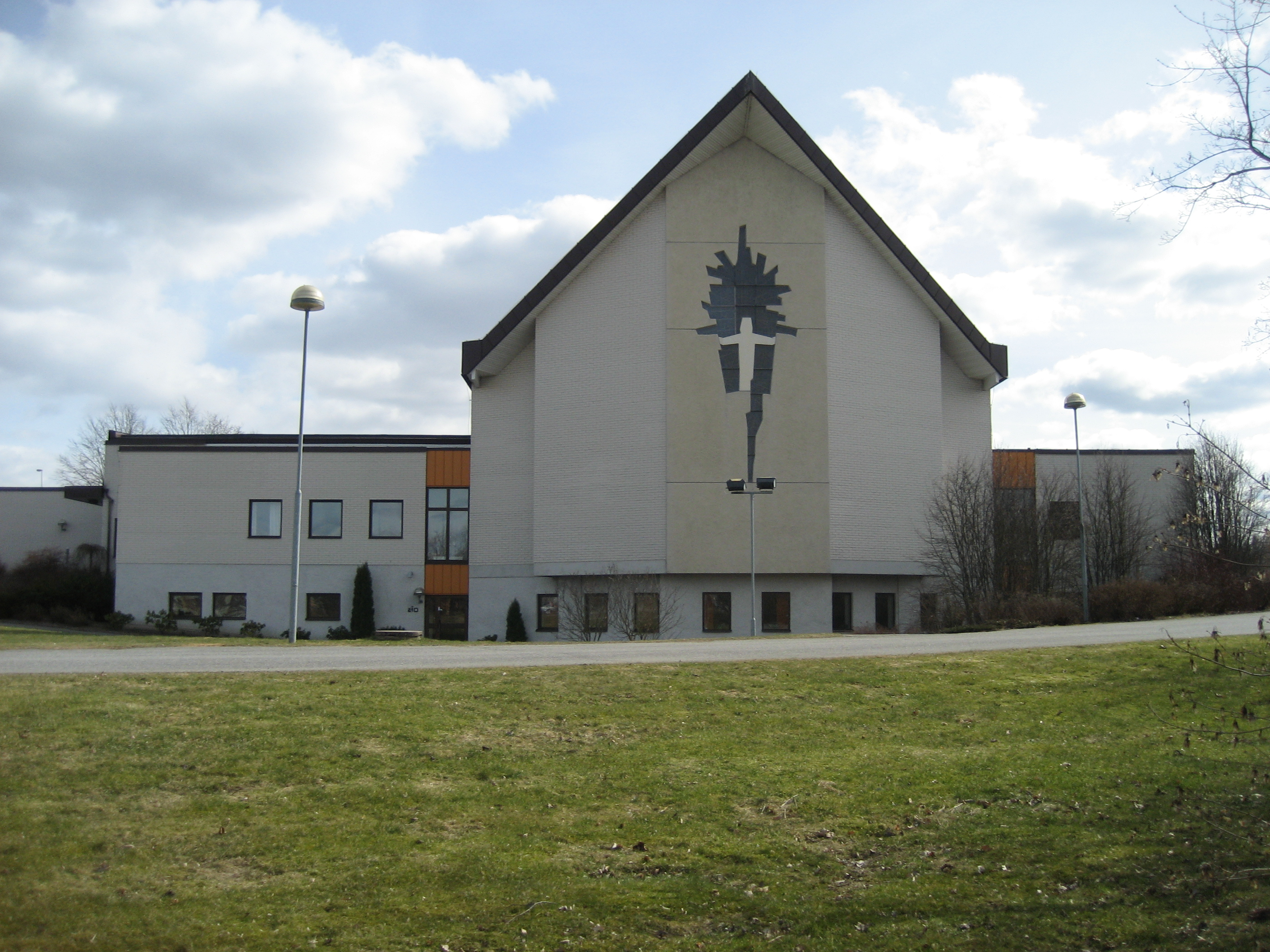
Brickebergskyrkan

Brickebergskyrkan är en frikyrka i sydöstra Örebro. Kyrkan, som ligger nära Brickeberg och Örebro universitet, tillhör denEvangeliska frikyrkan.
Församlingen grundades 1932 och hade sina lokaler i centrala Örebro fram till 1983, då man tillsammans med Örebro Missionsskola uppförde en ny byggnad utanför centrum.

## Kyrkobyggnaden
Byggnaden innehåller kyrksal, administrativa lokaler och föreläsningssalar för missionsskolan och har fasader i mexisten med orangea detaljer kring fönstren. Kyrksalen har ett uppskjutande parti som vänder sig mot staden i norr med ett vackert kyrkfönster som bryter upp den slutna tegelfasaden. Detta fönster är också församlingens logotyp.